# Carbanió

Carbanió

Un carbanió és un anió en el qual el carboni té un parell d'electrons no compartits i suporta una càrrega negativa normalment amb tres substituents per a un total de 8 electrons de valència. El carbanió existeix en geometria piràmidal triagonal, és nucleòfil.
R₃C-H + B− → R₃C− + H-B
on B representa la base química. Un carbanió és un dels intermedis de reacció en química orgànica.

## Propietats
A més de ser nucleòfil, un carbanió és un important intermedi de reacció. Se'l pot trobar, per exemple en la reacció de Michael o en la química organometàlica en la reacció de Grignard o en els compostos d'alquil-liti (o organolítics).